# Ron Wood
Ron Wood (Hillingdon, Middlesex, 1 de juny de 1947) és un guitarrista, baixista i compositor anglès de rock.
Es donà a conèixer tocant el baix amb The Jeff Beck Group, de Jeff Beck, amb el qual enregistrà dos discs entre 1968 i 1969. A la tardor de 1969 entrà com a guitarrista dels antics Small Faces, que passaren a anomenar-se Faces. Conjuntament amb Rod Stewart, cantant del grup, compongué algunes cançons d'èxit com Flying, Stay with me o Ooh la la, abans que se separessin, el 1974.
Des de finals de 1974, en què participà en l'enregistrament del disc Black and Blue, és el guitarra solista de The Rolling Stones, en substitució de Mick Taylor. El seu estil, influït per Chuck Berry, s'adaptà més a les formes de Keith Richard que el seu antecessor. Així mateix, es distingí per la seva manera de tocar la guitarra en escena, amb una cigarreta a la boca.
Com a guitarrista ha tocat, a més, amb altres grups o formacions, com en el concert Rainbow d'Eric Clapton (1973) o en el de The Band, The Last Waltz (1976).